# Hawa Abdi

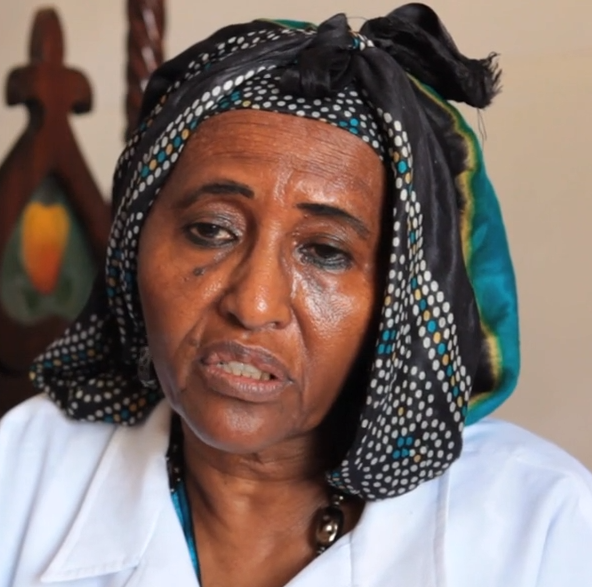
Hawa Abdi in Eunice Laus Film „Through the Fire“.

Hawa Abdi Dhiblawe (Somali Xaawo Cabdi, arabisch حواء عبدي, DMG Ḥawāʾ ʿAbdī; geb. 17. Mai 1947, Mogadischu, Italienisch-Somaliland; gest. 5. August 2020, Mogadischu, Somalia) war eine Menschenrechtsaktivistin und Ärztin in Somalia. Sie war die Gründerin und Vorsitzende der Dr. Hawa Abdi Foundation (DHAF).

## Leben

### Jugend und Ausbildung
Abdi wurde am 17. Mai 1947 in Mogadischu geboren und lebte in Süd-Zentral-Somalia. Ihre Mutter verstarb, als sie erst 12 Jahre alt war. Abdi übernahm daraufhin große Aufgaben in der Familie, inklusive der Verantwortung für ihre vier jüngeren Schwestern. Ihr Vater war ein Facharbeiter im Hafen Mogadischu.
Ihre erste Schulbildung erhielt Abdi an Schulen vor Ort. 1964 erhielt sie ein Stipendium vom Sowjetischen Frauen-Komitee (Комитет советских женщин; также Антифашистский комитет советских женщин). Daraufhin studierte Abdi Medizin an der Nationalen Medizinischen Universität in Kiew, wo sie 1971 einen Abschluss errang. Im folgenden Jahr begann sie ein Studium der Rechtswissenschaft an der neu eröffneten Nationalen Universität Somalias. Sie praktizierte morgens als Ärztin und lernte in ihrer Freizeit für den Abschluss in Rechtswissenschaft. 1979 errang sie letztlich den Abschluss.

### Familie
Als Abdi zwölf Jahre alt war, wurde sie in eine Zwangsheirat mit einem deutlich älteren Mann gedrängt, einem Polizisten. Die kurzlebige Ehe endete schon bevor Abdi nach Moskau, und später nach Kiew ging. In der Sowjetunion lernte sie Aden Mohammed kennen, einen Mitstudent aus Somalia.
1973 heiratete Abdi Aden. Zwei Jahre später wurde die erste Tochter geboren. Das Paar hatte drei Kinder: Deqo, Amina und Ahmed. Ahmed starb 2005 bei einem Autounfall in Hargeysa, während eines Besuchs bei seinem Vater, welcher sich von Abdi getrennt hat. Sowohl Deqo als auch Amina sind ebenfalls Ärztinnen.
Abdi starb am 5. August 2020 in ihrem Heim in Mogadischu im Alter von 73 Jahren.

### Karriere
Rural Health Development Organization
1983 eröffnete Abdi die Rural Health Development Organization (RHDO) auf einem Grundstück ihrer Familie in der Region Shabeellaha Hoose. Die Praxis begann als Einraum-Klinik, die kostenlose Geburtshilfe für ca. 24 Frauen pro Tag gewährte und entwickelte sich in ein Krankenhaus mit 400 Betten.
Als der Somalische Bürgerkrieg Anfang der 1990er ausbrach, blieb Abdi auf Geheiß ihrer Großmutter vor Ort, weil diese sie beauftragt hatte für die Verletzlichen da zu sein. Abdi gründete in der Folge eine neue Klinik und eine Schule für Flüchtlinge und Waisen.
Die RHDO wurde 2007 in Dr. Hawa Abdi Foundation (DHAF) umbenannt. Die Organisation wuchs an und wurde zu einem Flüchtlingscamp, wo während der Hungerkrise am Horn von Afrika 2011 90.000 Menschen auf den 1.300 acre (526 ha) rund um Abdis Hospital Zuflucht fanden.
Zwei Jahre früher, auf der Höhe des Aufstands der al-Shabaab-Miliz im Süden Somalias, hatten Milizen das Gelände belagert und versucht Abdi zur Schließung zu zwingen. Sie hielt stand und die Aufständischen ließen nach einer Woche von ihrem Vorhaben ab, nach Druck von Menschen vor Ort, der UN und anderer Menschenrechtsgruppen. Die Milizionäre stürmten im Februar 2012 erneut das Gelände, so dass Abdi ihre Behandlungen zeitweise aussetzen musste, bis die Rebellen wieder abgezogen waren.

## Dr. Hawa Abdi Foundation

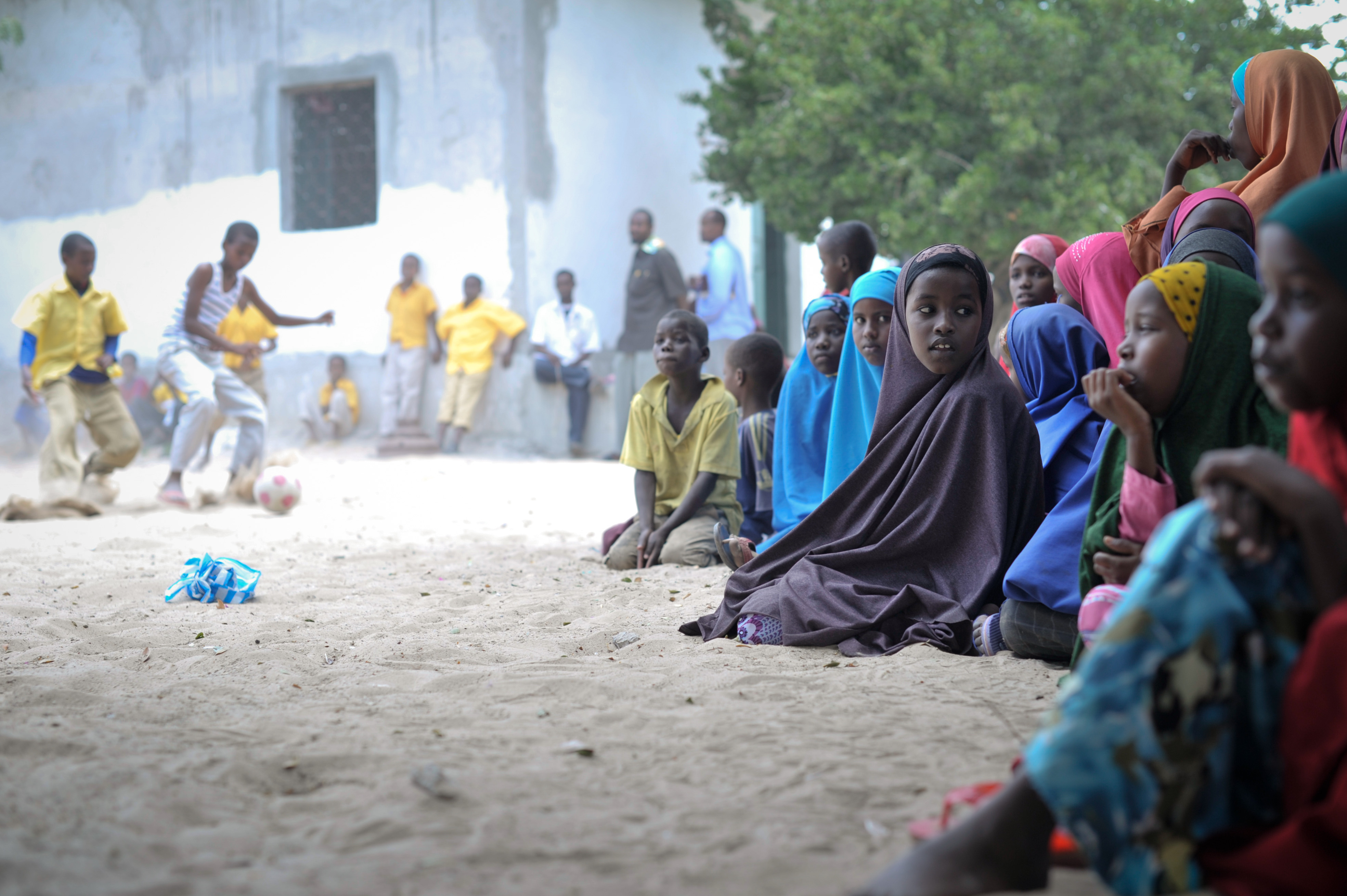
Hawa Abdi Center C

Die Dr. Hawa Abdi Foundation (DHAF) wurde von Abdi und ihren beiden Töchtern, CEO Deqo Adan (Deqo Mohamed) und Assistant Adan (Amina Mohamed) geleitet, welche der Mutter in der Berufswahl als Geburtshilfe-/Gynäkologinnen gefolgt waren. 2012 hatte die Organisation eine multinationale Belegschaft von 102 fest angestellten Arbeitern, sowie einem ergänzenden Team aus 150 Freiwilligen, Fischern und Bauern.
Die DHAF ist eine unpolitische Organisation, welche nicht mit Regierungen, politischen Bewegungen, Religionen oder Clans verbunden ist. Die DHAF entscheidet selbstständig, welche Projekte sie unternimmt und welche Hilfeleistungen bereitgestellt werden, basierend auf den Grundbedürfnissen des Dorfes. DHAF ist auch eine finanziell unabhängig. Die gesamte Finanzierung erfolgt durch Spenden aus aller Welt und von anderen wohltätigen Stiftungen. Staatliche Förderung ist verboten. Seit 1991 bietet DHAF Dienstleistungen für Somalis an, die von ihrem Clan unabhängig sind. Die Dienstleistungen werden den Menschen in Somalia kostenlos zur Verfügung gestellt.
Das DHAF-Gelände umfasst ein Krankenhaus, eine Schule und ein Ernährungszentrum und bietet hauptsächlich Frauen und Kindern Unterkunft, Wasser und medizinische Versorgung. Seit seiner Gründung in den frühen 1980er Jahren hat der Komplex schätzungsweise 2 Mio. Menschen versorgt.
Weil die Dienstleistungen kostenlos angeboten werden, betreibt Abdi mehrere Fischerei- und Landwirtschaftsprojekte innerhalb des Geländes, um die Selbstversorgung zu fördern. Zum Krankenhaus gehört auch ein kleines Stück Land, auf dem Gemüse und Mais angebaut und später teilweise verkauft werden, um einen Teil der Unterhaltungskosten zu decken.
Die Finanzierung der Ausrüstung und der medizinischen Versorgung wird hauptsächlich durch Spenden von somalischen Auswanderern sowie durch allgemeine Beiträge an die DHAF sichergestellt. Seit 2011 wird die Organisation auch von der Women in the World Foundation unterstützt.

## Ehrungen
Abdi wurde 2007 von Hiiraan Online zur Person des Jahres gekürt.
Die Zeitschrift Glamour führte sie und ihre zwei Töchter unter den „Women of the Year“ 2010. Zwei Jahre später wurde sie für den Friedensnobelpreis nominiert. Sie wurde auch mit dem Women of Impact Award der WITW Foundation mit dem BET’s Social Humanitarian Award, und der John Jay Medal for Justice ausgezeichnet.
2014 erhielt Abdi den Roosevelt Four Freedoms Award in Middelburg, Niederlande. Ein Jahr später wurde ihr der Pilosio Building Peace Award verliehen.
Im Mai 2016 wurde ihr von der University of Pennsylvania die Ehrendoktorwürde der Naturwissenschaften (Doctorate of Science) verliehen. Am 25. Mai des folgenden Jahres erhielt Abdi die Ehrendoktorwürde der Rechtswissenschaften von der Harvard University.

## Werke
- Keeping Hope Alive: One Woman—90,000 Lives Changed. Grand Central Publishing, New York City 2013. ISBN 978-1-4555-9929-5

- Dr. Hawa Abdi: Somalia is my Golden Jubilee. Sabahi. sabahionline.com 22. März 2012.